# Antony Hook
Antony James Hook (* 10. April 1980) ist ein britischer Barrister und Politiker. Er ist Mitglied der Liberaldemokraten und war ab der Europawahl 2019 bis zum 31. Januar 2020 Mitglied des Europäischen Parlaments.

## Leben
Hook arbeitete 16 Jahre als Barrister, von 2010 bis 2013 als Staatsanwalt für den Crown Prosecution Service. Seit 2017 sitzt er für die Liberaldemokraten im County-Ausschuss von Kent, seit 2019 im Faversham Stadt-Ausschuss.

## Funktionen als MdEP
- Mitglied im Ausschuss für bürgerliche Freiheiten, Justiz und Inneres
- Stellvertretendes Mitglied im Rechtsausschuss